# Ишимское (Акмолинская область)
Ишимское (каз. Ишимское) — село в Жаксынском районе Акмолинской области Казахстана. Административный центр Ишимского сельского округа. Код КАТО — 115247100.

## Население
В 1999 году население села составляло 1711 человек (828 мужчин и 883 женщины). По данным переписи 2009 года, в селе проживало 1277 человек (627 мужчин и 650 женщин).